# Ligne de Mézidon à Trouville - Deauville
La ligne de Mézidon à Trouville-Deauville est une ligne de chemin de fer française partiellement déclassée qui reliait la gare de Mézidon à celle de Trouville - Deauville dans le département du Calvados en région Normandie.
Elle constitue la ligne 379 000 du réseau ferré national.
L'exploitation se limite aujourd'hui à une desserte estivale voyageurs entre Trouville - Deauville et Dives - Cabourg.

## Histoire

### La ligne Mézidon - Dives
Dès 1863, les stations balnéaires de Trouville-sur-Mer et Deauville bénéficient d'une liaison ferroviaire directe depuis Paris par Lisieux. Les autres villes de la côte souhaitent également profiter d'une desserte équivalente afin de développer les activités touristiques. Mais la Compagnie des chemins de fer de l'Ouest refuse de répondre à cette demande, la rentabilité de l'investissement étant jugée trop hasardeuse : le trafic voyageur ne peut être significatif que pendant la haute saison et l'inexistence des activités industrielles dans cette région interdit un trafic marchandise viable tout au long de l'année.
Le 30 août 1869, le conseil général du Calvados décide d'étoffer le réseau ferré national en établissant cinq lignes de chemin de fer d'intérêt local. L'un de ces projets consiste en la construction d'un embranchement ferroviaire depuis la gare de Mézidon située sur la ligne Mantes-la-Jolie - Cherbourg. Une compagnie d'intérêt local montée pour l'occasion, la Compagnie du Chemin de Fer de Mézidon à Dives, reçoit en mars 1870 la concession de la ligne assortie d'une subvention de 840 000 francs. Guillaume-Alfred Isouard, président de la compagnie, avance les fonds, mais le projet est ajourné du fait de la guerre franco-prussienne de 1870. Après la défaite, les circonstances sont peu propices au projet ; le conseil général, sur recommandation du préfet, décide le 3 novembre 1871 de temporiser le projet. La déclaration d'utilité publique de la ligne n'est finalement signée que le 17 mars 1872. Le projet est ensuite retardé par les déboires financiers de la compagnie qui fait faillite en 1874. En 1878, la ligne est rétrocédée à une compagnie anonyme dite des chemins de fer économiques de la vallée d'Auge. Les 28 kilomètres de la ligne qui relie Mézidon à Dives-Cabourg par Dozulé - Putot sont ouverts à la circulation le 15 juin 1879. En 1881, la ligne est rachetée par l'État et elle est incorporée au réseau d'intérêt général. Une convention est ensuite passée avec la Compagnie des chemins de fer de l'Ouest pour qu'elle exploite provisoirement la ligne.

### Le prolongement jusqu'à Trouville - Deauville

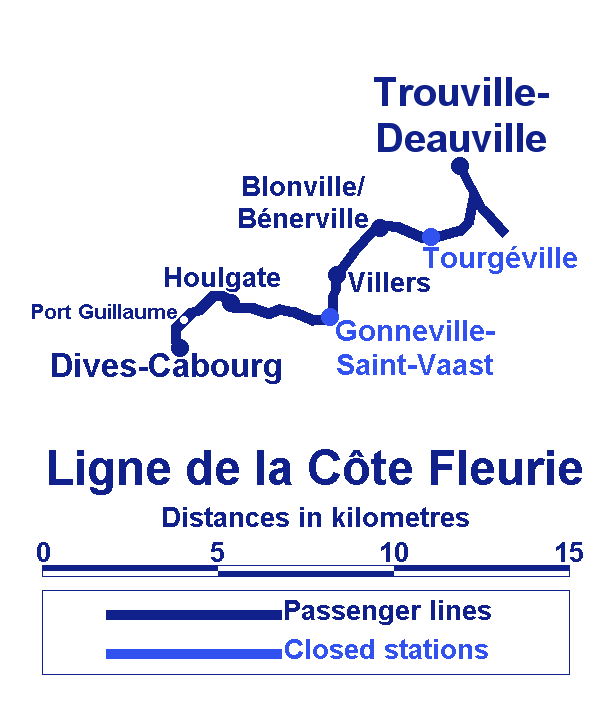
Le tracé actuel

Le 16 décembre 1875, une ligne entre la gare de Caen et Dozulé est déclarée d'utilité publique. Un embranchement entre Dozulé et la gare de Trouville - Deauville est également déclaré d'utilité publique. La ligne Caen - Dozulé-Putot vient s'embrancher sur la ligne Mézidon - Dives en 1881. L'embranchement vers Trouville - Deauville en revanche est abandonné et on choisit plutôt de prolonger la ligne Mézidon - Dives jusqu'à Trouville - Deauville. La ligne Dives - Trouville-Deauville est déclarée d'utilité publique le 29 mars 1879. Une loi du 31 juillet 1879 autorise le ministère des Travaux publics à entamer les travaux de construction de cette section.
Les sections de Dives à Beuzeval (Houlgate) et de Trouville - Deauville à Villers-sur-Mer sont ouvertes le 18 septembre 1882. L'exploitation est provisoirement assurée par l'État. Mais le relief accidenté rend difficile la construction de la section centrale. Les lignes Mézidon  - Dives et Dives - Trouville sont cédées par l'État à la Compagnie des chemins de fer de l'Ouest par une convention signée entre le ministre des Travaux publics et la compagnie le 17 juillet 1883. Cette convention est approuvée par une loi le 20 novembre suivant. L'État termine les travaux de la section manquante. La ligne est ouverte sur toute sa longueur le 20 juillet 1884. La pente atteint jusqu'à 28‰ entre Villers-sur-Mer et Gonneville, 25‰ entre Gonneville et Houlgate.
La ligne a donc été ouverte en trois étapes.
- 15 juin 1879 : Mézidon - Dives-Cabourg (27,7 km)
- 18 septembre 1882 : Dives-Cabourg - Beuzeval-Houlgate (2,8 km) et Trouville - Villers-sur-Mer (10,8 km)
- 20 juillet 1884 : Beuzeval-Houlgate - Villers-sur-Mer (9,2 km)

Le 18 novembre 1908, l'État rachète la Compagnie des chemins de fer de l'Ouest ; la ligne est désormais gérée par l'administration des chemin de fer de l'État. Pendant la Première Guerre mondiale, la ligne est empruntée par les trains qui rapatrient les blessés vers le grand hôtel de Cabourg, alors transformé en hôpital militaire auxiliaire, et par les convois ravitaillant l'usine sidérurgique Tréfimétaux de Dives-sur-Mer.

### Fermeture de la section Mézidon - Dives
Après la guerre, le trafic commence à décliner du fait de la concurrence accrue de l'automobile. Quand l'administration des chemins de fer de l'État est incorporée à la SNCF, une partie de son réseau est fermée au trafic voyageur. C'est le cas de la section Mézidon - Dives-Cabourg à partir du 1er mars 1938 ; à cette même date, la correspondance vers Caen à Dozulé - Putot n'est plus assurée.
En 1944, la ligne est endommagée lors de la bataille de Normandie ; les trains reprennent leurs circulation à partir du 1er août 1945. Le trafic voyageurs cesse le 5 octobre 1947. La section Troarn - Dozulé, jusqu'alors ouverte au fret, est quant à elle définitivement fermée. La SNCF renonce une fois pour toutes au trafic de marchandises entre Mézidon et Dives-Cabourg le 3 novembre 1969. Cette section est déclassée en 1975 (entre les PK 0,571 et 27,067) pour être déferrée la même année.
Le court tronçon entre le PK 27,067 et la gare de Dives - Cabourg (PK 27,727) servait de remise à lavage sur environ 200 m pour les rames arrivées de Paris dans les années 1975 à 1995, quand les dessertes se faisaient en RTG. La section comprise entre les PK 27,067 et 27,692 est fermée à tout trafic à compter du 27 septembre 2007.
Entre Brucourt et Dives-sur-Mer, l'emprise ferroviaire est désormais utilisée pour la création d'une bretelle routière reliant l'autoroute A13 à Dives-sur-Mer (route départementale 400) et Cabourg (route départementale 400A)

### Passage à vide et renaissance de la section Dives - Trouville
En 1960, les haltes de Tourgéville et de Gonneville - Saint-Vaast, à caractère rural, présentant un trafic faible, sont fermées. En 1970, la desserte omnibus entre Trouville - Deauville et Dives-Cabourg est supprimée et remplacée par des cars. Il ne reste plus que les trains directs Paris-St-Lazare - Dives-Cabourg qui circulent en saison ainsi qu'un Turbotrain RTG direct  à l'année, fonctionnant les fins de semaine, ce jusqu'en 1995. La SNCF tente à plusieurs reprises de fermer la ligne, surtout après la fin des liaisons directes. Néanmoins, une convention est signée en 1998 entre le Conseil régional de Basse-Normandie, la SNCF et Réseau ferré de France en vue de moderniser et développer la ligne mais sans reprise des trains directs Paris-Dives-Cabourg pour le moment. En 2001, une nouvelle halte, nommée Dives-sur-Mer-Port-Guillaume est ouverte à Dives-sur-Mer, juste avant la gare désormais terminus de Dives - Cabourg, afin de desservir le port de plaisance de Port-Guillaume aménagé à l'emplacement de l'ancienne usine Tréfimétaux, fermée en 1984. Le prolongement de la ligne actuelle vers Cabourg, ce qui nécessiterait la construction d’un pont ferroviaire sur la Dives, est étudié mais finalement abandonné.
Les travaux de modernisation de la ligne se sont déroulés en plusieurs étapes : en 2006 et 2007, puis en 2011 et 2012. En 2006 et 2007, les travaux ont consisté à remplacer le rail, le balast et les traverses sur 11 km (permettant de faire disparaître le rail double-champignon de 1938, dit DC 38), de rehausser les quais à 55 cm pour éviter le dénivelé avec les autorails X 73500 et la mise aux normes des passages à niveaux par l'adjonction d'un platelage en caoutchouc, de barrières et de signalisation automatique lumineuse pour ceux qui n'en étaient pas équipés. Du 9 au 26 mai 2011, c'est la section de ligne sur la digue de Houlgate qui est entièrement régénérée (rail, traverses, balast et relevage de la voie) et permettre ainsi de nouveau d'y rouler à 40 km/h et du 6 février au 5 avril 2012, ce sont les sections entre les PK 28,5 et 29,15 (c'est-à-dire entre la gare de Port-Guillaume et la digue de Houlgate) et entre les PK 31,1 et 39,592 (entre les gare de Houlgate et de Villers-sur-Mer) qui sont traitées de la même manière, permettant cette fois de faire disparaître le rail DC 44.

### Matérielroulant
De 1955 à 1970, la ligne est parcourue par des rames à grand parcours (RGP) effectuant la relation Dives – Paris avec rebroussement à Trouville. La traction vapeur, assurée par des 141 C cesse en 1962. De 1970 à 1975, les RGP sont remplacées par les éléments à turbine à gaz (ETG) puis à partir de 1975, par des Rame à turbine à gaz (RTG). Le 24 septembre 1995, les trains directs avec Paris cessent de circuler et les RTG ne desservent donc plus la ligne.
Les omnibus sont assurés par des autorails de type Renault ADP ou X 2400 jusqu’en 1970, année de la fin de ce service. À partir de 1996, les autorails de type X 4500 ou X 4750 assurent la correspondance avec les trains de Paris en gare de Trouville, aidés également par les X 4900. Ils sont remplacés par des X 73500 à partir de 2002 et jusqu’en 2015. Ils sont à leur tour remplacés par des AGC (X 76500), appartenant à la région Basse-Normandie.

## Liste des infrastructures
| Infrastructures                         | Commune                     | Adresse                             | Localisation                       | État                | Image    |
| Gare de Mézidon                         | Mézidon-Canon               | Avenue de la Gare                   | 49° 04′ 15″ nord, 0° 04′ 30″ ouest | En service          |          |
| Halte de Mézidon                        | Mézidon-Canon               | Rue Jules Guesde                    | 49° 04′ 42″ nord, 0° 03′ 43″ ouest | Logement            |          |
| Maison de garde-barrière                | Mézidon-Canon               |                                     | 49° 04′ 56″ nord, 0° 04′ 06″ ouest | Logement            |          |
| Maison de garde-barrière                | Mézidon-Canon               | Sous le Bois                        | 49° 05′ 16″ nord, 0° 04′ 21″ ouest | Logement            |          |
| Maison de garde-barrière                | Magny-le-Freule             | La Vierge                           | 49° 05′ 45″ nord, 0° 04′ 32″ ouest | Logement            |          |
| Halte de Magny-le-Freule                | Magny-le-Freule             | La Gare                             | 49° 05′ 58″ nord, 0° 04′ 38″ ouest | Logement            |          |
| Maison de garde-barrière                | Magny-le-Freule             | Le Lieu adoré                       | 49° 06′ 13″ nord, 0° 04′ 48″ ouest | Logement            |          |
| Pont sur route communale                | Magny-le-Freule / Bissières |                                     | 49° 06′ 40″ nord, 0° 05′ 17″ ouest |                     |          |
| Halte de Bissières                      | Bissières                   | Route de Magny-le-Freule            | 49° 06′ 48″ nord, 0° 05′ 24″ ouest | Logement            |          |
| Gare du Lion-d'Or - Croissanville       | Méry-Corbon                 |                                     | 49° 07′ 15″ N, 0° 05′ 35″ O        | Logement            |          |
| Maison de garde-barrière                | Méry-Corbon                 | Rue des Écoles                      | 49° 07′ 50″ nord, 0° 05′ 01″ ouest | Logement            |          |
| Halte de Méry-Corbon                    | Méry-Corbon                 | Rue de l'Ancienne-gare              | 49° 08′ 05″ nord, 0° 04′ 46″ ouest | Logement            |          |
| Maison de garde-barrière                | Méry-Corbon                 | Rue de la Dives                     | 49° 08′ 43″ nord, 0° 04′ 10″ ouest | Logement            |          |
| Maison de garde-barrière                | Hotot-en-Auge               | La Butte                            | 49° 09′ 41″ nord, 0° 03′ 34″ ouest | Logement            |          |
| Halte d'Hotot                           | Hotot-en-Auge               | La Gare                             | 49° 10′ 09″ nord, 0° 03′ 22″ ouest | Logement            |          |
| Gare de Beuvron-en-Auge                 | Beuvron-en-Auge             |                                     | 49° 11′ 12″ nord, 0° 02′ 59″ ouest | Logement            | notthumb |
| Maison de garde-barrière                | Beuvron-en-Auge             | Le Bois Niquelon/Les Maisons rouges | 49° 11′ 53″ nord, 0° 03′ 56″ ouest | Logement            |          |
| Gare de Dozulé-Putot                    | Putot-en-Auge               | La Gare                             | 49° 13′ 15″ nord, 0° 04′ 32″ ouest | Logements communaux |          |
| Maison de garde-barrière                | Putot-en-Auge               | Route de Rouen                      | 49° 13′ 21″ nord, 0° 04′ 36″ ouest | Logement            |          |
| Halte de Brucourt - Varaville           | Brucourt                    | Les Hogues                          | 49° 14′ 42″ nord, 0° 06′ 12″ ouest | Logement            |          |
| Maison de garde-barrière                | Périers-en-Auge             | L’Église                            | 49° 16′ 01″ nord, 0° 06′ 19″ ouest | Logement            |          |
| Réservoir d'eau                         | Dives-sur-Mer               |                                     | 49° 17′ 05″ nord, 0° 06′ 32″ ouest | Sans affectation    |          |
| Maison de garde-barrière                | Dives-sur-Mer               |                                     | 49° 17′ 06″ nord, 0° 06′ 32″ ouest | Abandonné           |          |
| Gare de Dives-Cabourg                   | Dives-sur-Mer               | D513a                               | 49° 17′ 12″ nord, 0° 06′ 28″ ouest | En service          |          |
| Halte de Dives-sur-mer-Port-Guillaume   | Port-Guillaume              | Rue des Frères Bison                | 49° 17′ 28″ nord, 0° 06′ 03″ ouest | En service          |          |
| Gare de Houlgate                        | Houlgate                    | Avenue de la Gare                   | 49° 18′ 00″ nord, 0° 04′ 38″ ouest | En service          |          |
| Gare de Gonneville - Saint-Vaast        | Saint-Vaast-en-Auge         | La Gare                             | 49° 17′ 17″ nord, 0° 00′ 28″ ouest | Logement            |          |
| Maison de garde-barrière                | Saint-Vaast-en-Auge         | Le Grand Amaury                     | 49° 17′ 28″ nord, 0° 00′ 07″ ouest | Logement            |          |
| Maison de garde-barrière                | Saint-Vaast-en-Auge         | Le Bois de Saint-Vaast              | 49° 18′ 01″ nord, 0° 00′ 01″ est   | Logement            |          |
| Maison de garde-barrière                | Villers-sur-Mer             | Route du Château                    | 49° 18′ 50″ nord, 0° 00′ 30″ est   | Logement            |          |
| Gare de Villers-sur-Mer                 | Villers-sur-Mer             | Avenue de la Brigade Piron          | 49° 18′ 58″ nord, 0° 00′ 35″ est   | En service          |          |
| Maison de garde-barrière                | Villers-sur-Mer             | Chemin de la Bergerie               | 49° 19′ 16″ nord, 0° 00′ 56″ est   | Logement            |          |
| Halte de Blonville-sur-Mer - Bénerville | Blonville-sur-Mer           | Avenue de la Brigade Piron          | 49° 19′ 53″ nord, 0° 02′ 06″ est   | En service          |          |
| Maison de garde-barrière                | Tourgéville                 | Chemin de la Croix Solier           | 49° 19′ 34″ nord, 0° 03′ 45″ est   | Logement            |          |
| Gare de Tourgéville                     | Tourgéville                 | Le Bourg                            | 49° 19′ 39″ nord, 0° 04′ 21″ est   | Logement            |          |
| Gare de Trouville-Deauville             | Deauville                   | Place Louis-Armand                  | 49° 21′ 35″ nord, 0° 05′ 04″ est   | En service          |          |

## Exploitation
Entre Dives - Cabourg et Trouville- Deauville, la ligne est exploitée sous le régime de la navette de voie unique à signalisation simplifiée (VUSS). Un seul train ne peut être engagé sur la ligne. Elle est parcourue par des trains de type X 76500 achetés par la région Basse-Normandie depuis 2015. Elle est fréquentée par 20 000 voyageurs en juillet, autant en août, et 10 000 sur les dix autres mois de l'année, soit un total de 50 000 voyageurs annuels.

## Galerie de photographies

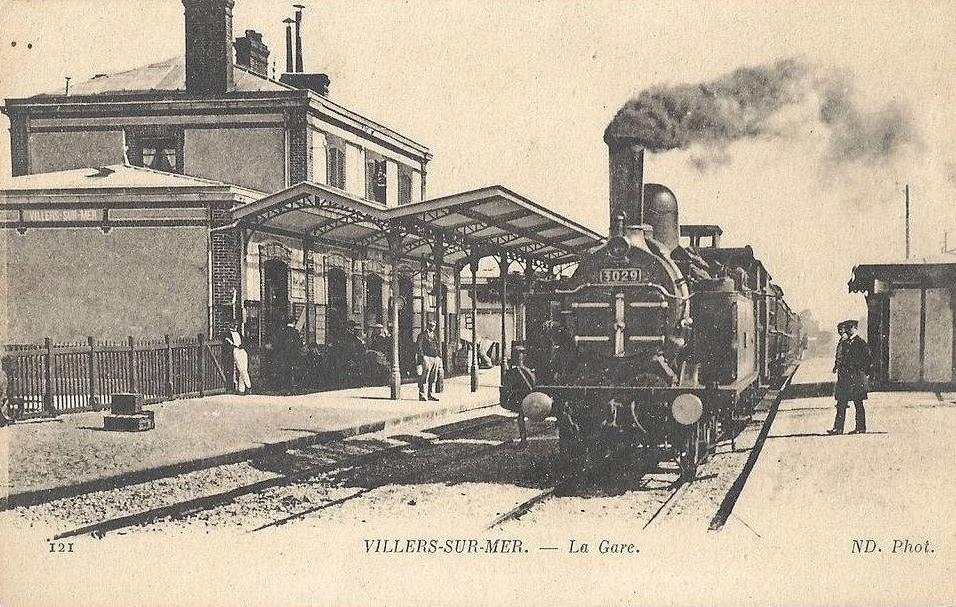
La gare de Villers-sur-Mer vers 1910.
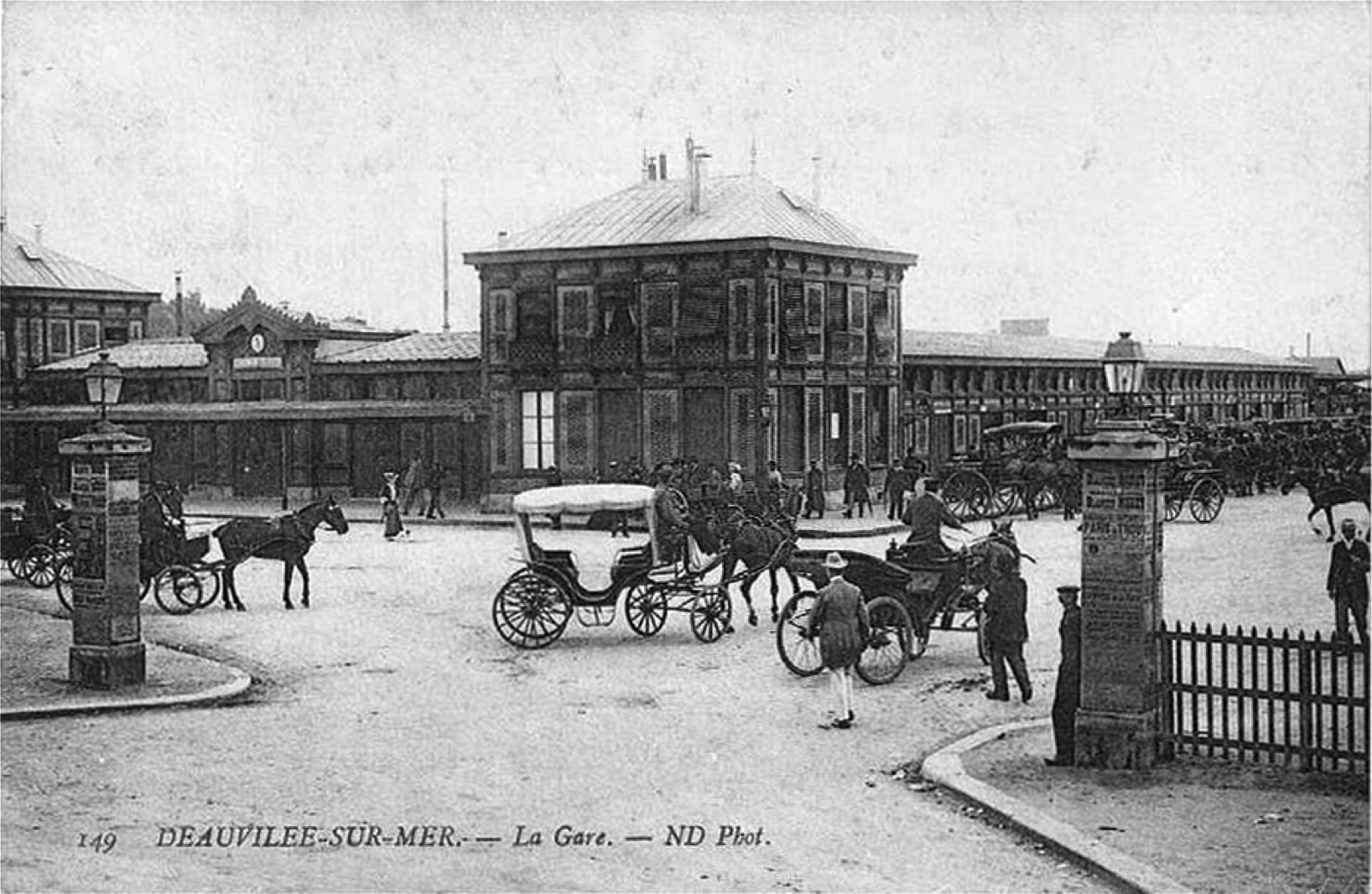
La gare de Deauville-Trouville vers 1910.

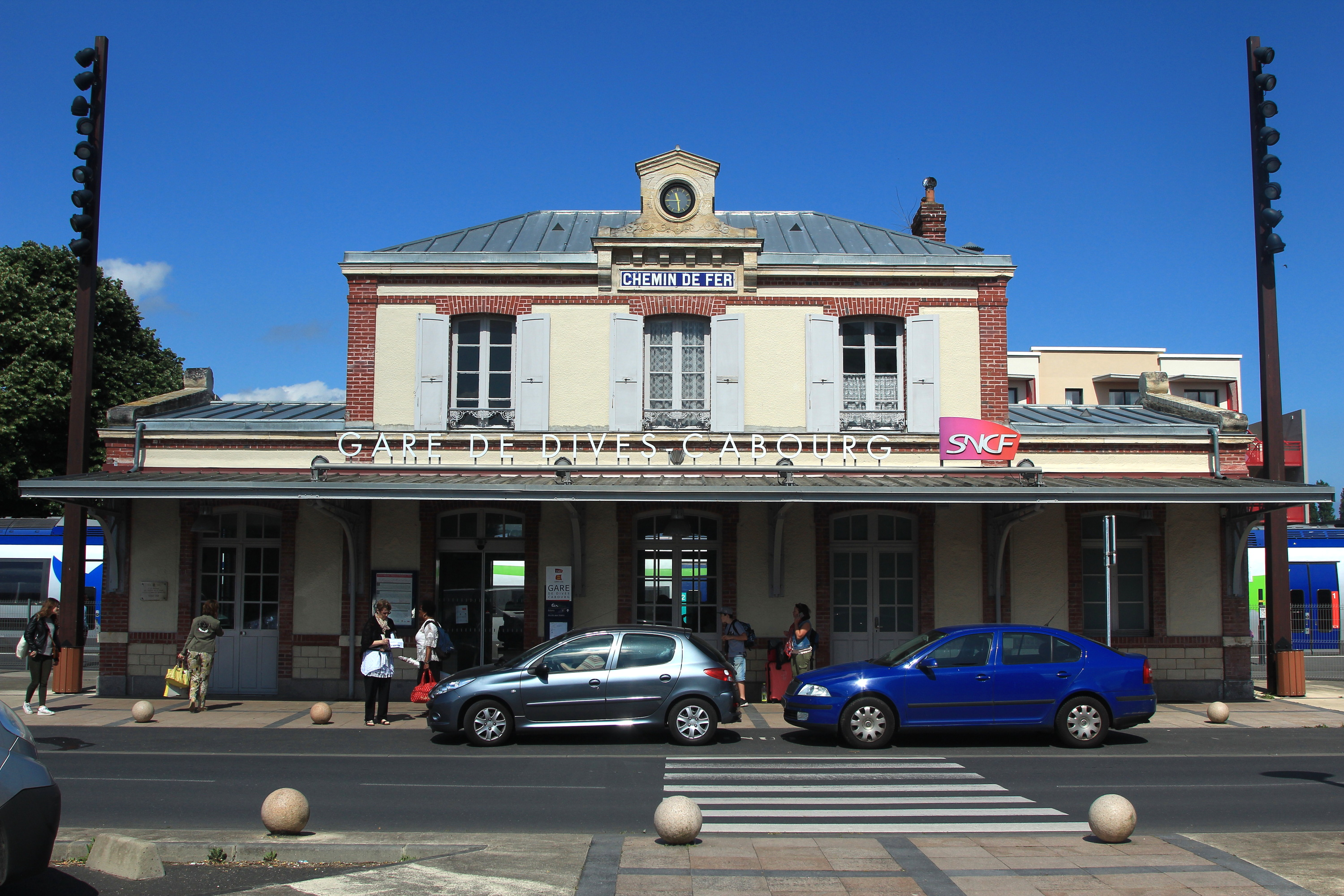
Gare de Dives - Cabourg.
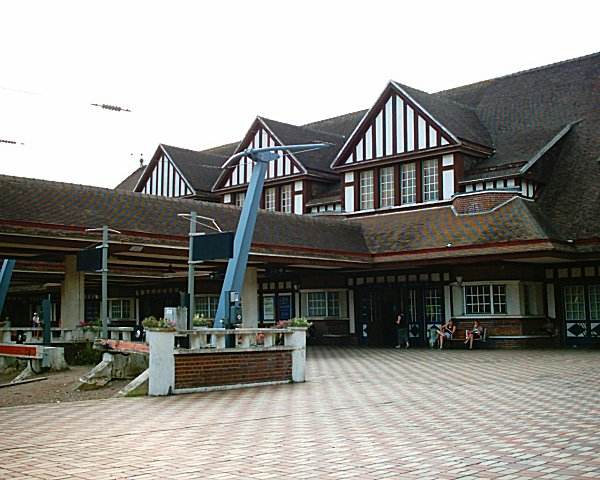
Gare de Trouville - Deauville.
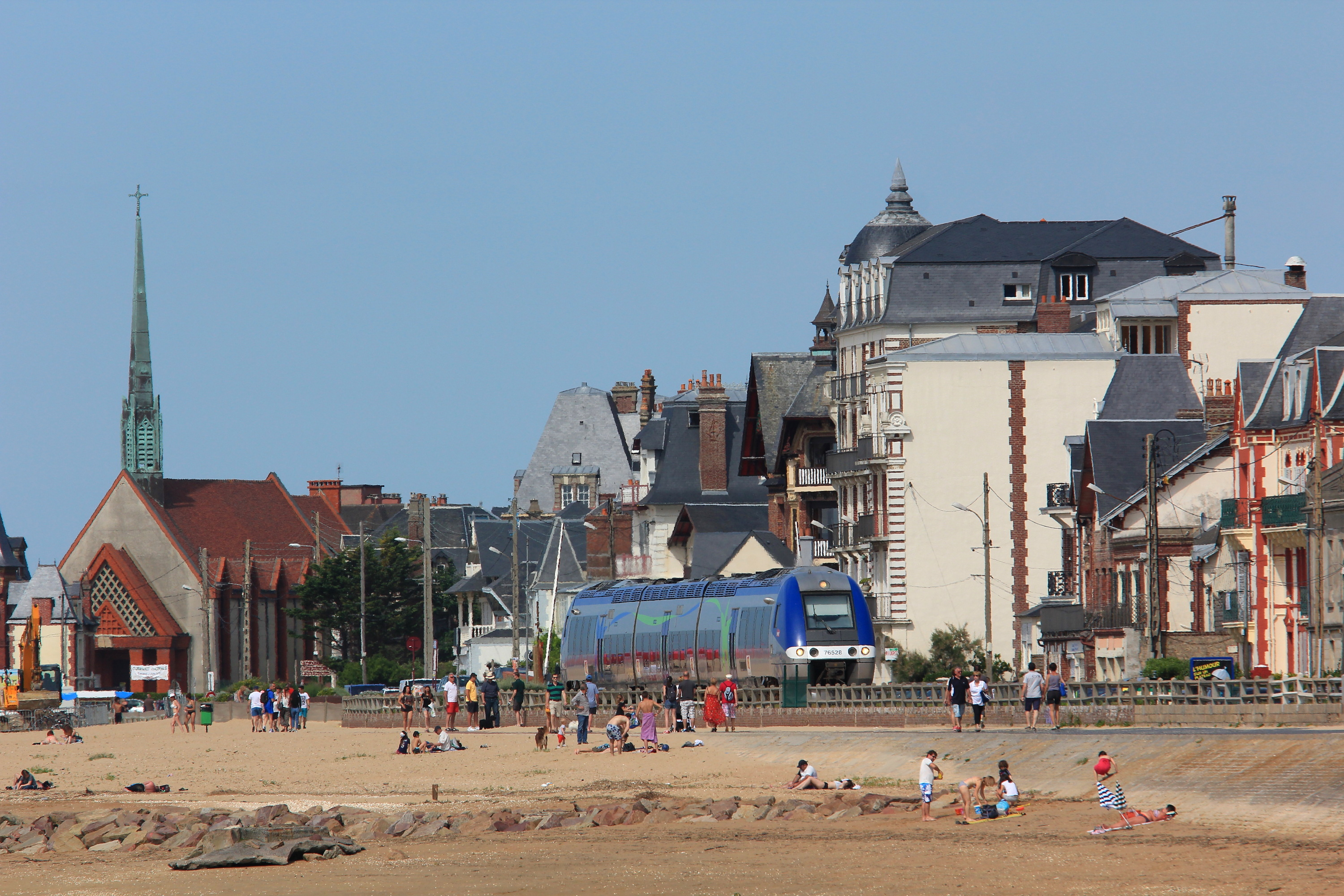
TER sur la digue de Houlgate.
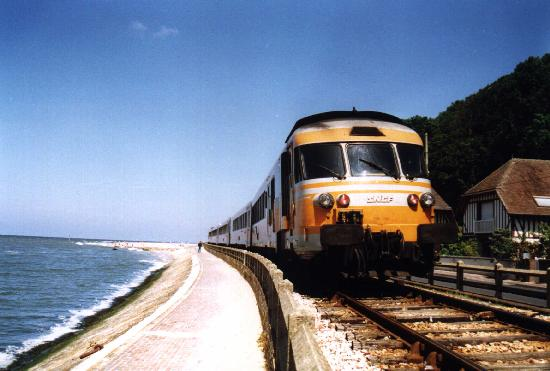
RTG sur la digue en 1989.
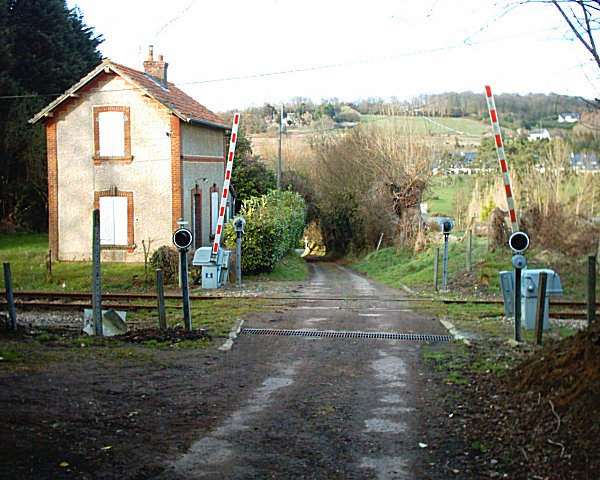
Passage à niveau (PN87) entre Houlgate et Gonneville-sur-Mer.